# توماشيفو
توماشيفو ( (بالصربية: Томашево)‏ هي قرية تقع في إقليم سنجق بالقرب من بلدية بييلو بوليي ، في شمال الجبل الأسود. وفقا لتعداد السكان الذي أُجرِي في عام 2003 ، كان عدد سكان القرية 282 نسمة.  كانت توماشيفو معروفة حتى عام 1952 م باسم شاهوفيتشي (بالصربية: Šahovići (Шаховиви))‏ . كانت موقع مذبحة شاهوفيتشي المُرتكَبة في حق المسلمين في عام (1924 م).